# Antonio Veić
Antonio Veić, né le 18 février 1988 à Mali Lošinj, est un joueur de tennis croate, professionnel de 2006 à 2015.
Son meilleur classement en simple est 119e mondial, obtenu le 14 mai 2012.

## Biographie
Il fait partie de l'équipe de Croatie de Coupe Davis.
Il fait son apparition dans le groupe mondial de la Coupe Davis 2010 où il remporte un match contre Julio César Campozano, puis, lors des quarts de finale, perd son match contre Janko Tipsarević.
En 2012, il joue un nouveau match dans le groupe mondial en affrontant Juan Mónaco où il perd de nouveau.

## Parcours dans les tournois duGrand Chelem

### En simple
| Année | Open d'Australie | Open d'Australie | Internationaux de France | Internationaux de France | Wimbledon | Wimbledon | US Open | US Open |
| ----- | ---------------- | ---------------- | ------------------------ | ------------------------ | --------- | --------- | ------- | ------- |
| 2010  | 2e tour (1/32)   | G. Monfils       | —                        | —                        | —         | —         | —       | —       |
| 2011  | —                | —                | 3e tour (1/16)           | R. Nadal                 | —         | —         | —       | —       |

N.B. : à droite du résultat se trouve le nom de l'ultime adversaire.

## Parcours dans lesMasters 1000
| Année | Indian Wells | Miami                 | Monte-Carlo | Madrid | Rome | Canada | Cincinnati | Shanghai | Paris |
| ----- | ------------ | --------------------- | ----------- | ------ | ---- | ------ | ---------- | -------- | ----- |
| 2012  | —            | 2e tour A. Dolgopolov | —           | —      | —    | —      | —          | —        | —     |

N.B. : sous le résultat se trouve le nom de l’ultime adversaire.

## Classement ATP en fin de saison
| Année | 2006 | 2007 | 2008 | 2009 | 2010 | 2011 | 2012 | 2013 | 2014 | 2015 |
| Rang  | 997  | 444  | 285  | 222  | 192  | 159  | 132  | 217  | 235  | 478  |

Source : (en) Classements de Antonio Veić sur le site officiel de la Fédération internationale de tennis